# Isla La Virgen
Isla La Virgen är en ö i Mexiko. Den ligger i sjön Infiernillo och tillhör kommunen Tzintzuntzan i delstaten Michoacán, i den sydvästra delen av landet. 